# Slag om Broekhuizen

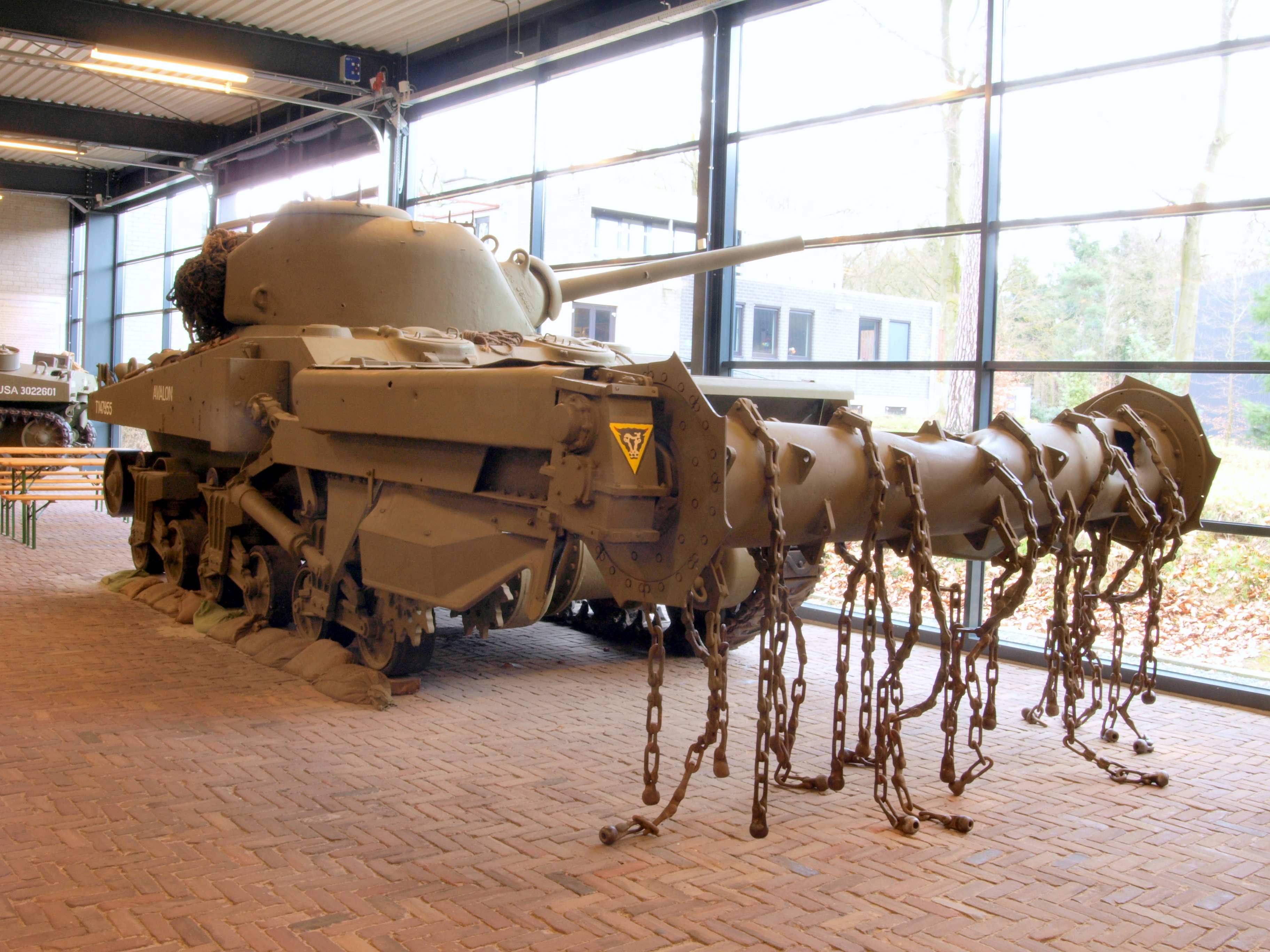
Sherman crab mijnenveger (flailtank) die gebruikt werd in de slag, tentoongesteld in Oorlogsmuseum Overloon

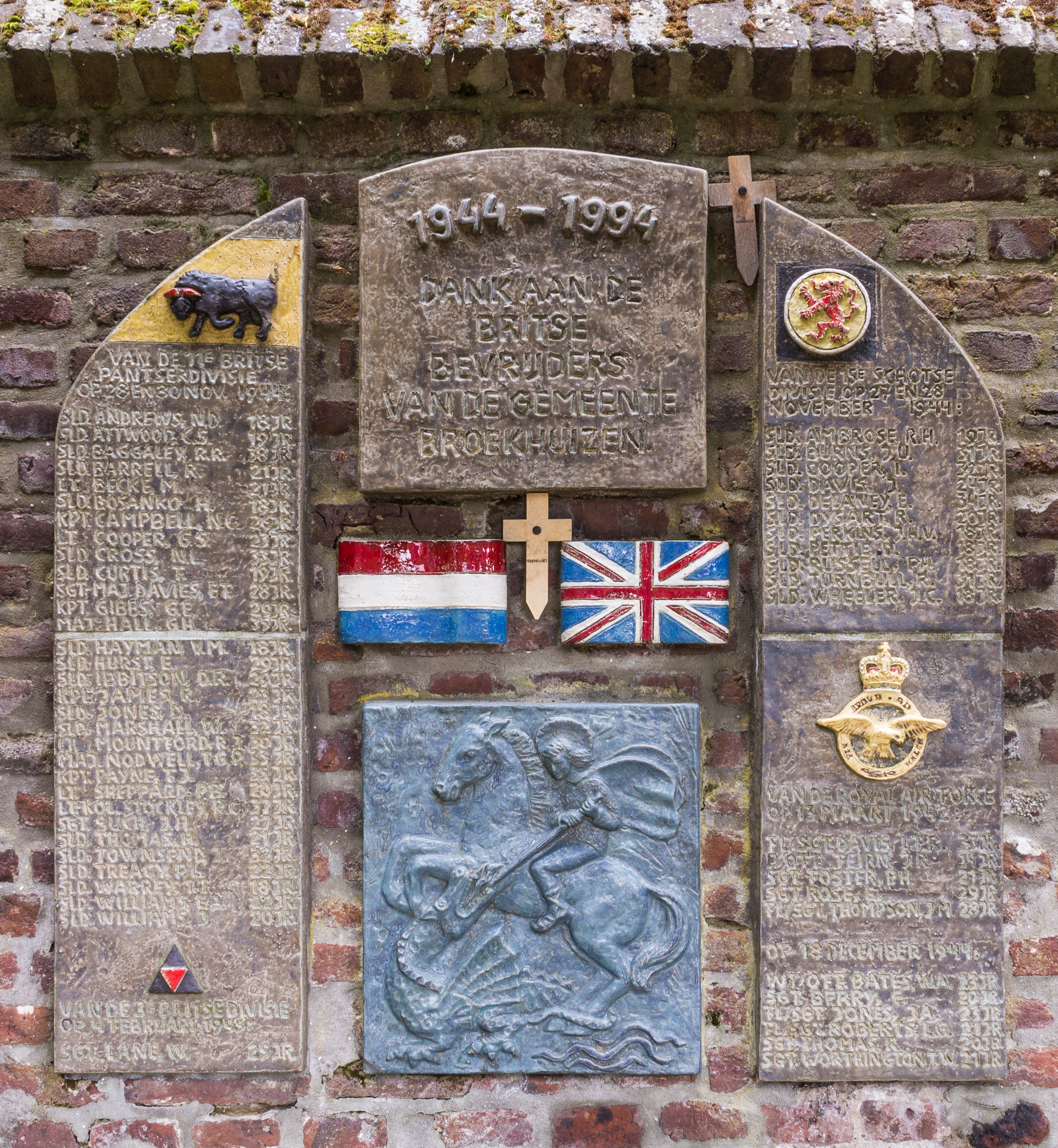
Oorlogsmonument 1994

De Slag om Broekhuizen, een Limburgs dorp aan de Maas, was een militair treffen eind november 1944  (dus tegen het eind van de Tweede Wereldoorlog) als onderdeel van de geallieerde Operatie Nutcracker die de linkeroever van de Maas in Limburg bevrijdde van de Duitse bezetter.

## Aanloop
De 15e (Schotse) Infanteriedivisie van het Britse leger had op 19 november 1944 het Kanaal van Deurne overgestoken en was bezig aan een snelle opmars naar de Maas. Op 22 november waren Sevenum en Horst bevrijd. Het dorp Broekhuizen behoorde tot een van de laatste Duitse verdedigingsbolwerken aan de westelijke Maasoever. Duitse genietroepen hadden het dorp omgebouwd tot vesting met een complex netwerk aan loopgraven en tunnels. Kasteel Broekhuizen diende als voorpost en eerste verdedigingspunt. "Festung Broekhuizen" werd verdedigd door onderdelen van Fallschirmjäger-Regiment 20 onder leiding van majoor Franz Grassmehl. Op 26 november nam het 2e Bataljon Gordon Highlanders Broekhuizenvorst in. De volgende dag nam het 9e Bataljon van de Cameronian Highlanders de bossen ten zuiden van Broekhuizen in. "Festung Broekhuizen" was door de Schotse bataljons omsingeld. De bataljonscommandant van de Cameronians gaf de commandant van C-compagnie bevel om bij het aanbreken van de volgende dag het Kasteel in te nemen.

## De eerste aanval op het kasteel
Op 28 november van 07.00 uur tot 08.00 uur nam Britse artillerie het kasteel onder vuur.  Om 08.20 was het de beurt aan de infanterie.
De commandant gaf aan de helft van het peloton het bevel het kasteel te bestormen. De andere helft bleef achter om dekkingsvuur te geven. Zodra de troepen zich op het open veld begaven, kregen ze een stortvloed aan geweer- en granaatvuur over zich heen. De meesten die zich op het veld begaven, raakten binnen korte tijd gewond of sneuvelden. De Cameronians konden zeer moeilijk bepalen waar het vuur vandaan kwam. Er heerste een moment van chaos en de resterende troepen vluchtten in verschillende richtingen. Hevig Duits artillerievuur zorgde voor slachtoffers onder de terugtrekkende troepen.
Er sneuvelde die dag 7 Cameronians. Tegen het vallen van de avond werden de Cameronians afgelost door het 3e Bataljon van het Monmouthshire-regiment, onderdeel van de 11e Pantserdivisie.

## De Slag om Broekhuizen
In de ochtend van 30 november vertrokken zo’n 200 manschappen vanaf Melderslo via de Homberg naar Stokt. 40 tanks van de 15/19th King’s Royal Hussars (15/19 KRH) en twaalf tanks van de Westminister Dragoons. Vanaf de Swolgense Heide openden om 09.00 uur drie artillerieregimenten het vuur op het kasteel en het dorp, de aanval was gestart. 
De infanteristen van A- en C-compagnie stonden klaar. De tanks van C-eskadron van de Westminster Dragoons reden over de Looweg naar een opening in het bos aan de bosrand waar de tanks zich opstelden. De Sherman Fireflies van 15/19 KRH stonden hier al opgesteld om de Duitse artillerie te bevechten. Rechts en links van de opening stonden de zware machinegeweren van de Northhumberland Fusiliers opgesteld.
Om 9.55 uur bestookte mortieren het kasteel.Het rookgordijn werd op de oostelijke Maasoever gelegd. Vijf minuten later begonnen de kettingen van de Flailtanks te draaien. Troepen van A-companie namen posities in achter de tanks. De artillerie verlegde het vuur van het kasteel naar het dorp. De tanks kwamen in beweging.

### Operation Swansea
A-compagnie vertrok van het startpunt onder begleiding van 3 Flailtanks richting het kasteel. De grond onder de oprukkende troepen was door voorgaande hevige regenval behoorlijk drassig geworden. De zware tanks zakten diep weg in de modder. Het rookgordijn had niet het effect waar de Britten op geanticipeerd hadden, waardoor de Duitsers een uitstekend zicht over het veld behielden. Een van de tanks van 15/19 KRH werd door een artilleriegranaat getroffen. De opmars leek volgens plan te verlopen, tot de compagnie en de tanks halverwege het open veld waren. De Duitse artillerie nam de Britten hevig onder vuur. Een tweede tank werd door een granaat geraakt. Toen de Britten zo’n 80 meter van het kasteel verwijderd waren, keerden de tanks plotseling om. Om 10.30 uur waren de verliezen al hoog opgelopen. De aanval was stil komen te liggen. Een peloton ondernam een poging om via de rechterkant door te stoten. Deze poging werd genadeloos afgeslagen en het peloton viel uit elkaar.

### Operatie Cardiff
Terwijl de aanval op het kasteel in volle gang was, ging om 11.00 uur Operatie Cardiff van start. Vanuit het zuiden zette C-compagnie de aanval in op het dorp. Duitse artillerie zorgde voor zware verliezen onder de Britten. Drie Flailtanks van de Westminster Dragoons begaven zich van de startlijn naar de weg Lottum-Broekhuizen. Zo’n 40 meter voor de weg bereikt was, zwenkten ze naar links richting naar Broekhuizen.  Twee tanks van C-eskadron van 15/19 KRH gingen mee om vuursteun te verlenen. Uiteindelijk kwamen de tanks aan op het afgesproken punt, zo’n 50 meter van het dorp waar ze keerden en terug reden. Ook hier ging het mis. Toen de Britten op zo’n 100 meter van het dorp verwijderd waren, werden ze onder vuur genomen. Ze deden verschillende pogingen op te rukken naar het dorp maar werden bij iedere poging genadeloos afgeslagen. Een van de Flailtanks werd door een Panzerfaust geraakt. De aanval van C-compagnie kwam compleet stil te liggen.

### Verloop van de strijd
Tegen 11.30 uur besloot luitenant-kolonel Stockley een kijkje te nemen bij het kasteel. Hij klom uit de tank en liep zonder enige vorm van dekking de mannen in de loopgraaf tegemoet. Hij trok zijn pistool uit het holster en riep: “Come on, attack once more!” en leidde zo de stormaanval op het kasteel. Een vijftiental soldaten die nog konden rennen volgde hem. Binnen slechts enkele ogenblikken werd ook deze aanval genadeloos afgeslagen. Stockely sneuvelde op de brug over de slotgracht, de enige ingang naar het gebouw. Tegen 13.30 uur kwam een eskadron tanks van 15/19th KRH vuursteun verlenen. Om 13.45 uur begonnen zij met de vernietiging van het kasteel. De Fallschirmjäger werden steeds verder naar beneden gedreven. Na dit vernietigende vuur was het kasteel vrijwel compleet verwoest. De Fallschirmjäger gaven zich over en liepen naar buiten. Majoor-generaal John Churcher had het bevel over Monmouthshires inmiddels overgenomen. Tegen 14.30 uur werd D-compagnie ingezet om de mannen van C-compagnie te ondersteunen. Eenmaal in het dorp werden de Britten geconfronteerd met het uitzonderlijk complexe loopgraven- en tunnelsysteem. De aanval verliep langzaam maar het lukt de Britten het ene huis na het andere in handen te krijgen. Om 15.30 uur werd de westelijke sector van het dorp veilig verklaard. De hele nacht vonden er nog vuurgevechten plaats. De mannen van D-compagnie gingen er die ochtend opnieuw op uit om de laatste Duitsers uit Broekhuizen te verdrijven. Het duurde enige tijd maar ten slotte was ook de laatste Duitse weerstand gebroken.

## Nasleep
A- en C- compagnie verloren ongeveer 70% van hun manschappen en D-compagnie zo’n 20%. In totaal sneuvelden er 27 soldaten, 3 onderofficieren en 9 officieren. De Monmouthshires hadden zoveel mannen verloren dat A- en C-compagnie praktisch niet meer bestonden. Aan Duitse zijde sneuvelden 7 soldaten en raken er 2 vermist. Het totaal aantal Duitse krijgsgevangenen bedroeg 117.